# Trąbczyn (gromada)
Trąbczyn – dawna gromada, czyli najmniejsza jednostka podziału terytorialnego Polskiej Rzeczypospolitej Ludowej w latach 1954–1972.
Gromady, z gromadzkimi radami narodowymi (GRN) jako organami władzy najniższego stopnia na wsi, funkcjonowały od reformy reorganizującej administrację wiejską przeprowadzonej jesienią 1954 do momentu ich zniesienia z dniem 1 stycznia 1973, tym samym wypierając organizację gminną w latach 1954–1972.
Gromadę Trąbczyn z siedzibą GRN w Trąbczynie utworzono – jako jedną z 8759 gromad na obszarze Polski – w powiecie konińskim w woj. poznańskim, na mocy uchwały nr 25/54 WRN w Poznaniu z dnia 5 października 1954. W skład jednostki weszły obszary dotychczasowych gromad Łazy, Nowawieś, Stanisławów, Szetlewek, Trąbczyn Dworski i Trąbczyn oraz miejscowości Trąbczyn B i Stanisławów z dotychczasowej gromady Trąbczyn B ze zniesionej gminy Trąbczyn, a także obszar dotychczasowej gromady Szetlew ze zniesionej gminy Rzgów – w tymże powiecie. Dla gromady ustalono 15 członków gromadzkiej rady narodowej.
1 stycznia 1956 gromada weszła w skład reaktywowanego powiatu słupeckiego w tymże województwie.
1 stycznia 1962 do gromady Trąbczyn włączono obszar zniesionej gromady Grabina w tymże powiecie.
Gromada przetrwała do końca 1972 roku, czyli do kolejnej reformy gminnej.